# Солецизъм
Солецизъм е термин от езикознанието, който означава синтактична грешка, неправилен граматически израз. Терминът произлиза от името на древния киликийски град Соли.
Етимологията на термина се обяснява с това, че жителите на Соли се отнасяли небрежно към езика и говорели на диалект, който бил стилово нисък в сравнение с високия стил на атическия гръцки.
Сред езиковите явления, които се причисляват към солецизмите, са:
- Еналага – замяна на една граматична форма с друга, която може да е преднамерена за постигане на по-ярка речева експресия, или непреднамерена, когато поражда граматическа или синтактична неправилност (например „владиката отишла“ вместо „владиката отишъл“, или „аз ми се струва“ вместо „на мен ми се струва“).
- Анаколут – непоследователност, отклонение от логически и граматически последователната конструкция, която може да бъде непреднамерена в резултат на стилистична несъобразност, или преднамерена, когато служи за постигане на по-ярка речева експресия. Към анаколутите се причисляват оставените недовършени изрази, или изрази с вплетени без връзка с контекста думи и изрази, или такива в противоречие с контекста.
- Плеоназъм – многословие, отрупване на изказа с излишни думи, което може да е както преднамерено, за да бъде подчертан смисълът или важността на някое качество или проява, или непреднамерено поради слаб контрол на съзнанието, присъщ на ежедневната реч.
- Елипса – изпускане на съществена, но подразбираща се от контекста, част от израз (съществително, прилагателно или глагол), за да се получи по-ярка речева експресия.[1]